# Cintura de vespa

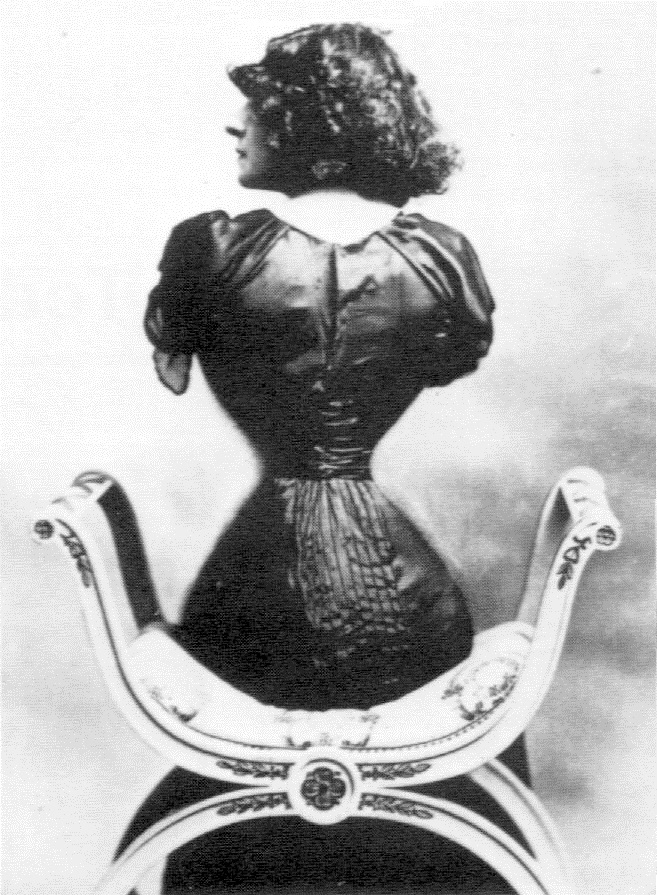
Polaire, una actriu francesa famosa per la seva cintura de vespa.

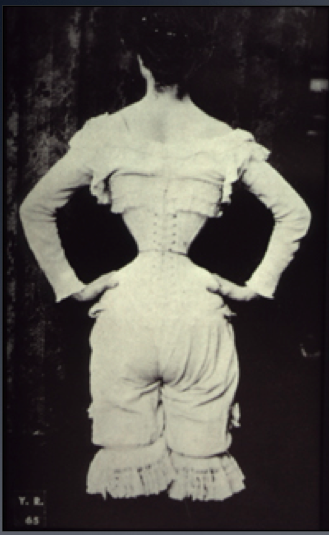
Fotografia (1890)

Cintura de vespa és una silueta de moda femenina, produïda per un estil de cotilla i faixa, que ha viscut diferents períodes de popularitat als segles XIX i XX. La seva característica principal és la transició brusca d'una gàbia toràcica d'amplada natural a una cintura extremadament petita, amb els malucs corbats per sota. Pren el seu nom de la seva semblança amb el cos segmentat d'una vespa. La cintura fortament cenyida també exagera els malucs i el bust.

## Història
Al segle xix, mentre que les mesures mitjanes de la cintura amb cotilla variaven entre 59 i 79 cms, les mesures de cintura de vespa de 41 a 46 cm eren poc freqüents. i no es consideraven atractives. Les revistes femenines parlaven dels efectes secundaris dels cordons ajustats, proclamant que "si una dama es corda i s'hi cenyeix, fins que només tingui vint-i-tres polzades i, en alguns casos, fins que només tingui vint-i-una polzades, s'ho farà a costa de la comoditat, la salut i la felicitat."
En canvi, la moda va crear la il·lusió d'una cintura petita, utilitzant la proporció, la col·locació de ratlles i el color. De vegades s'utilitzava el retoc fotogràfic per crear la il·lusió de la cintura d'una vespa.
El cordó extremadament ajustat (40-46 cms) era popular durant finals de la dècada de 1870 i 1880, i va acabar al voltant de 1887.

## Efectes sobre la salut
Entre la multitud de problemes mèdics que van patir les dones per aconseguir aquestes mesures dràstiques es trobaven les costelles deformades, els músculs abdominals debilitats, els òrgans interns deformats i luxats i les malalties respiratòries. El desplaçament i la desfiguració dels òrgans reproductors van augmentar molt el risc d'avortament espontani i mort materna.